# Joseph Laguire
Joseph Laguire est un homme politique français né le 10 juillet 1755 à Manciet (Gers) et mort le 12 août 1827 à Eauze (Gers).

## Biographie
La France devient une monarchie constitutionnelle en application de la constitution du 3 septembre 1791. Le même mois, Joseph Laguire, alors juge de paix dans le canton de Nogaro, est élu député du département du Gers, le neuvième et dernier, à l'Assemblée nationale législative.
La monarchie prend fin à l'issue de la journée du 10 août 1792 : les bataillons de fédérés bretons et marseillais et les insurgés des faubourg de Paris prennent le palais des Tuileries. Louis XVI est suspendu et incarcéré, avec sa famille, à la tour du Temple.
En septembre 1792, Joseph Laguire est réélu député du Gers, le sixième sur neuf, à la Convention nationale.
Il siège sur les bancs de la Montagne. Lors du procès de Louis XVI, il vote la mort et et rejette l'appel au peuple et le sursis à l'exécution de la peine. Le 13 avril 1793, il est absent lors du scrutin sur la mise en accusation de Jean-Paul Marat. Le 28 mai, il vote contre le rétablissement de la Commission des Douze.

## Sources
- « Joseph Laguire », dans Adolphe Robert et Gaston Cougny, Dictionnaire des parlementaires français, Edgar Bourloton, 1889-1891 [détail de l’édition]